# Pont-Farcy
Pont-Farcy är en kommun i departementet Calvados i regionen Normandie i norra Frankrike. Kommunen ligger i kantonen Saint-Sever-Calvados som ligger i arrondissementet Vire. År 2018 hade Pont-Farcy 544 invånare.

## Befolkningsutveckling
Antalet invånare i kommunen Pont-Farcy
Referens:INSEE